# 庫爾蘭袖章
庫爾蘭袖章（德語：Ärmelband Kurland）是二战期间德国授予在庫爾蘭口袋服役的库尔兰集团军的国防军军人的军事勋章。
1944年7月，在东线德军撤退期间，国防军在拉脱维亚的库尔兰半岛被切断。1945年1月25日更名为库尔兰集团军群，直到1945年5月战争结束。
1945年3月12日，阿道夫·希特勒根据库尔兰集团军群指挥官的建议批准了袖带名称。这是二战期间德国设立的最后一个奖项。发行于1945年4月下旬开始授予。
要获得资格，库尔兰集团军群的成员必须在1944年9月1日至1945年5月8日期间：
- 参与至少三个战斗行动；
- 或者在口袋里服务至少三个月；
- 如果受伤，可以在不满足这些标准的情况下授予袖带头衔。

这些符合条件的人员包括在后方服役的人员，包括托特組織，只要他们在部队里服役至少三个月。